# Gábor Pintér (Geistlicher)

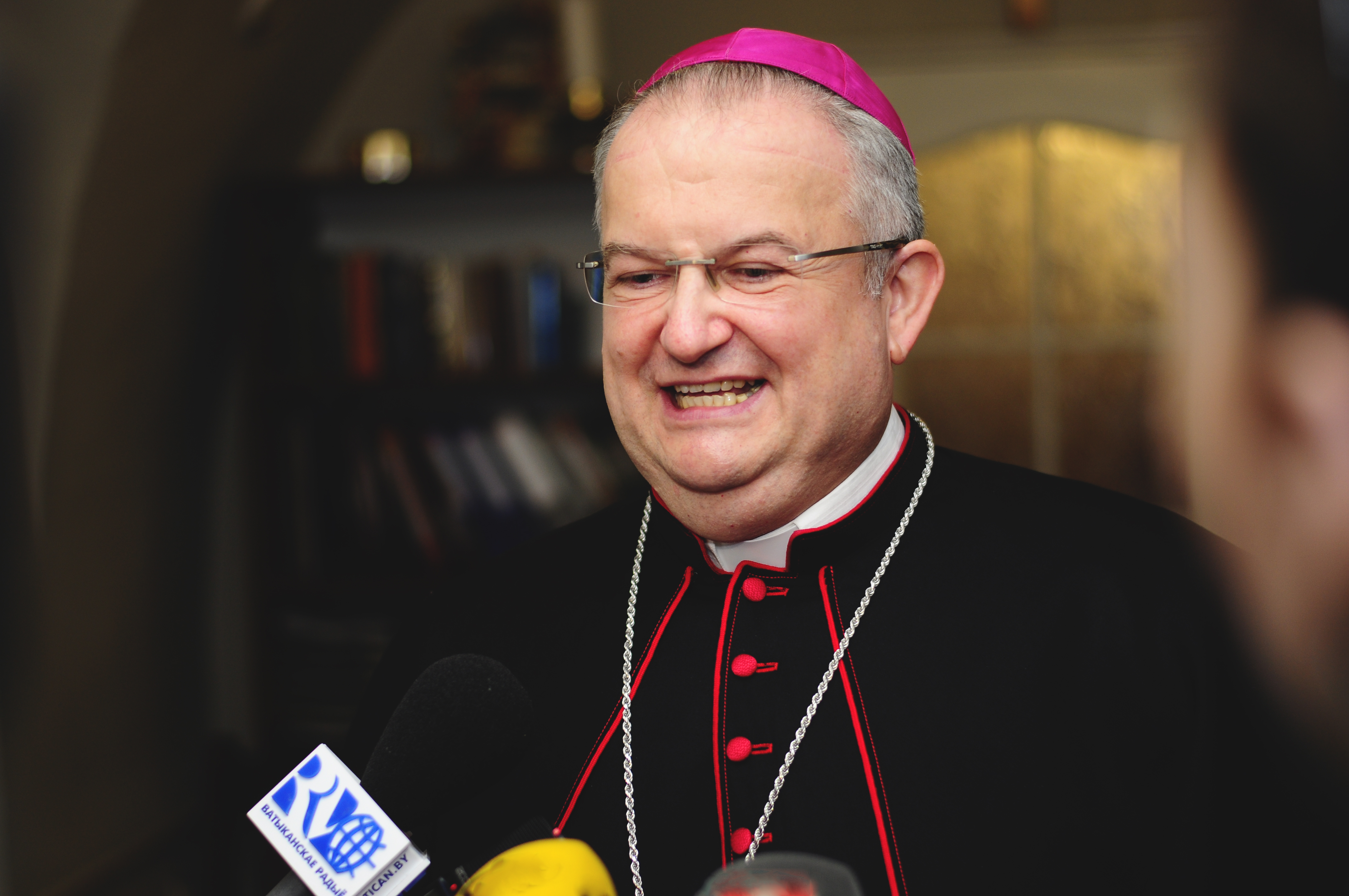
Gábor Pintér, 2016

Bischofswappen von Gábor Pintér

Gábor Pintér (* 9. März 1964 in Kunszentmarton) ist ein ungarischer Geistlicher, römisch-katholischer Erzbischof und Diplomat des Heiligen Stuhls.

## Leben
Gábor Pintér legte am Piaristengymnasium Kecskemét sein Abitur ab und studierte Theologie mit Doktorat in Budapest, Eichstätt und Wien sowie Pädagogik und Psychologie (Magisterium). Gábor Pintér empfing am 11. Juni 1988 das Sakrament der Priesterweihe für das Bistum Vác. Pinter war überdies als Religionslehrer und Direktor des „Ungarischen Gymnasium Burg Kastl“ in Kastl in der Oberpfalz tätig.
Nach juristischem Lizenziatsstudium an der römischen Lateranuniversität folgte die Ausbildung an der Päpstlichen Diplomatenakademie. 1996 trat Pintér schließlich in den aktiven diplomatischen Dienst des Vatikans und war danach in den Nuntiaturen von Haiti, Bolivien, Schweden, Frankreich und den Philippinen tätig. Von 2013 bis 2016 war er Nuntiaturrat in Wien, an der Seite des damaligen Nuntius Erzbischof Peter Stephan Zurbriggen.
Am 13. Mai 2016 ernannte ihn Papst Franziskus zum Titularerzbischof von Velebusdus und zum Apostolischen Nuntius in Belarus. Kardinalstaatssekretär Pietro Parolin spendete ihm am 15. Juli desselben Jahres in der Kathedrale von Vác die Bischofsweihe. Mitkonsekratoren waren der Erzbischof von Esztergom-Budapest, Péter Kardinal Erdő, und der Ortsbischof von Vác, Miklós Beer.
Am 12. November 2019 ernannte ihn der Papst zum Apostolischen Nuntius in Honduras. Am 27. Juli 2024 ernannte ihn Papst Franziskus zum Apostolischen Nuntius in Neuseeland. Am 29. August 2024 wurde er zusätzlich zum Apostolischen Nuntius in Fidschi und am 14. Januar 2025 zum Apostolischen Nuntius in Palau, den Föderierten Staaten von Mikronesien und Vanuatu ernannt. Papst Franziskus ernannte ihn am 12. April 2025 außerdem zum Apostolischen Nuntius in Samoa, Kiribati, auf Nauru, den Marshall- und den Cookinseln.
Pintér spricht neben Ungarisch, Deutsch, Italienisch, Englisch, Spanisch, Französisch, Russisch und Schwedisch auch haitianisches Kreolisch. 